# 矢叶垂头菊
矢叶垂头菊（学名：Cremanthodium forrestii）是菊科垂头菊属的植物，是中国的特有植物。分布在中国大陆的西藏等地，生长于海拔3,700米至4,300米的地区，一般生于山坡徒岩，目前尚未由人工引种栽培。

## 异名
- Cremanthodium lobatum Griers.